# Kalksandkiefernwald bei Bickenbach, Pfungstadt und Seeheim-Jugenheim
Der Kalksandkiefernwald bei Bickenbach, Pfungstadt und Seeheim-Jugenheim ist ein Naturschutzgebiet in den Gemarkungen Bickenbach, Pfungstadt und Seeheim-Jugenheim im Landkreis Darmstadt-Dieburg in Südhessen. Es wurde mit Verordnung vom 23. Januar 1996 ausgewiesen.

## Lage
Das Naturschutzgebiet liegt im Naturraum Hessische Rheinebene in dem Waldgebiet zwischen Darmstadt-Eberstadt, Pfungstadt und Seeheim-Jugenheim. Die Gesamtfläche des Schutzgebietes beträgt 87,42 Hektar. Es besteht aus zwei Teilflächen. Die größere Fläche erstreckt sich nördlich von Seeheim in den Gemarkungen Seeheim-Jugenheim und Pfungstadt. Sie grenzt im Westen an die Bundesstraße 3. Die kleinere Fläche liegt nordöstlich von Bickenbach und nordwestlich von Jugenheim am Ostrand der Gemarkung Bickenbach. Sie wird im Norden durch die Schneise einer Erdgasleitung begrenzt.

## Schutzzweck
Mit der Unterschutzstellung soll der Kalksand-Kiefernwald als Lebensraum für daran angepasste seltene Tier- und Pflanzengesellschaften gesichert werden. Durch Pflegemaßnahmen soll ein Wald mit dominierendem Kiefernanteil mit seiner Bodenvegetation und Begleitfauna erhalten werden. Die Waldbewirtschaftung soll in Form von Kleinbewirtschaftung erfolgen.

## Beschreibung
Das Naturschutzgebiet „Kalksandkiefernwald bei Bickenbach, Pfungstadt und Seeheim-Jugenheim“ ist ein lichter Kiefernwald auf kalkhaltigem Sandboden. Reste von Hutebäumen und Wacholder zeigen eine frühere Weidenutzung im Wald an. Teile des Gebietes werden seit mehreren Jahren von Ziegen, Schafen und Eseln beweidet, um eine Verbuschung mit Schlehdorn und Brombeeren zu verhindern und den Boden offen zu halten.

## Flora und Fauna
Im Unterwuchs kommen die seltenen Pflanzen Haar-Pfriemengras, Ausdauernder Lein, Zwerg-Schneckenklee, Steppen-Wolfsmilch, Sonnenröschen, Wintergrün, Sand-Veilchen, mehrere Arten von Orchideen und Sand-Silberscharte vor, außerdem die Graue Skabiose. Auch auf der Trasse der Gasleitung nördlich der kleineren Teilfläche hat sich durch gezielte Pflege eine reichhaltige Sandrasenvegetation entwickelt.
Als Brutvögel werden Baumpieper, Waldlaubsänger und Trauerschnäpper genannt.

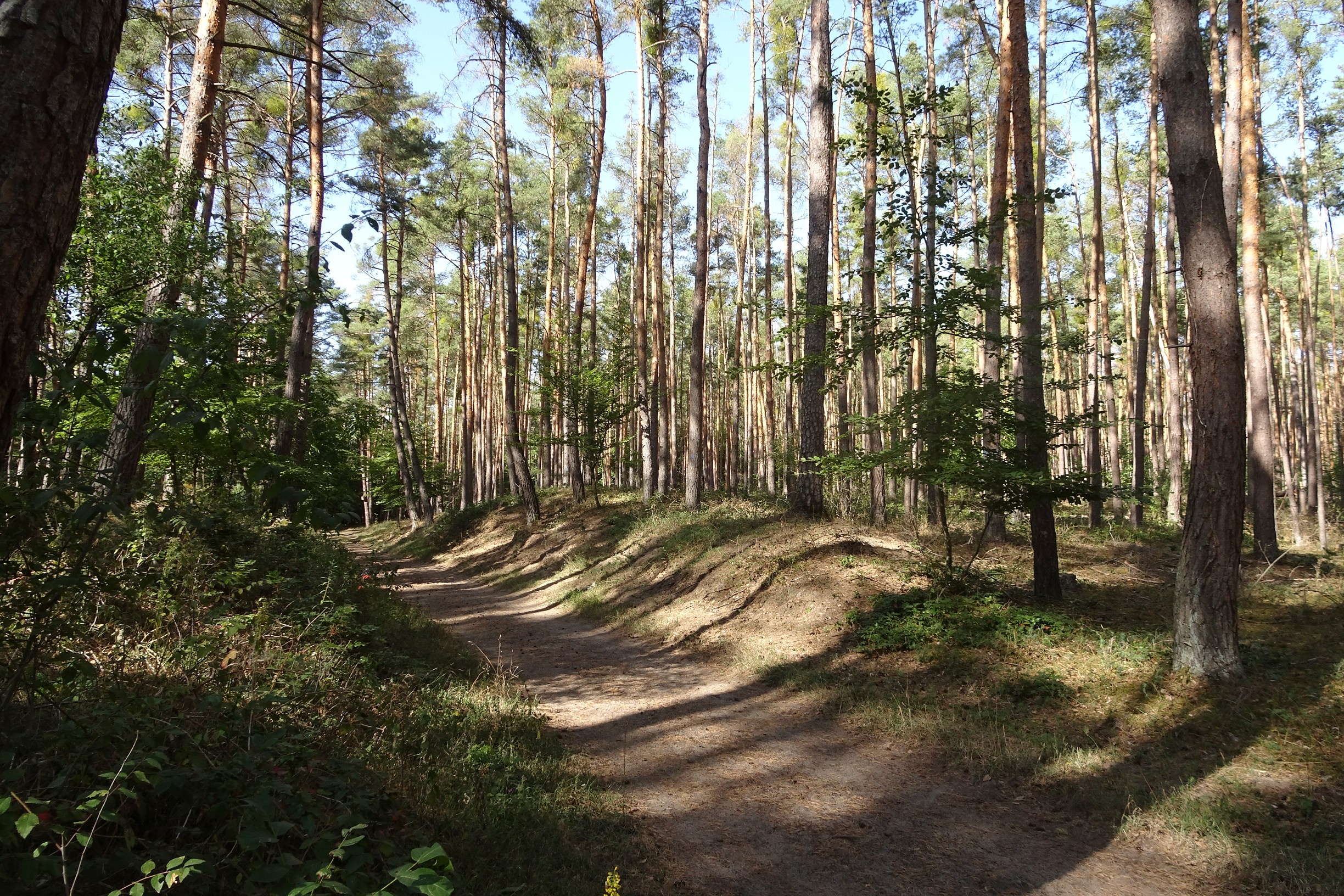
Im Kalksandkiefernwald bei Bickenbach, Pfungstadt und Seeheim-Jugenheim
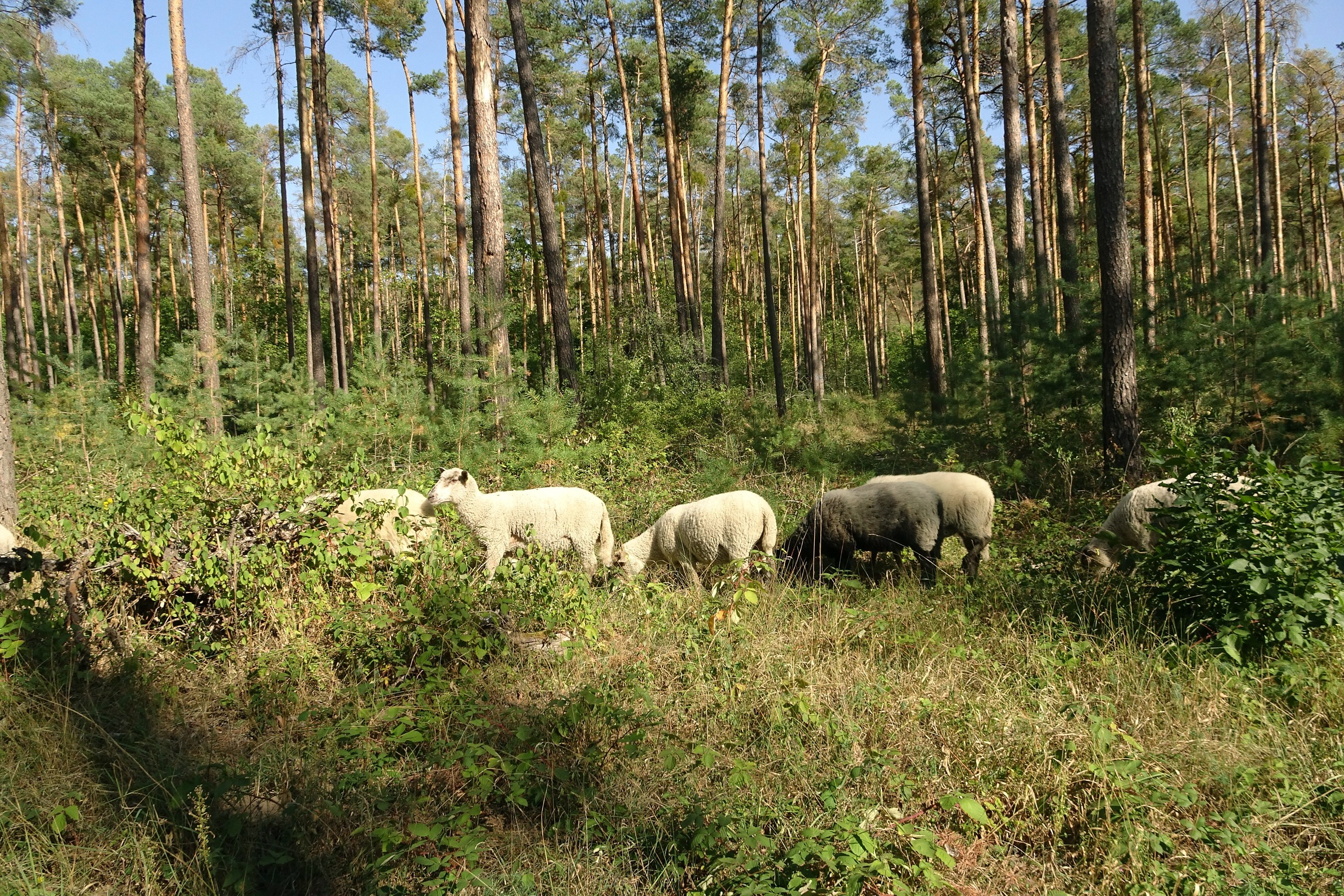
Pflege durch Schafbeweidung